# مشروع مينيدوكا

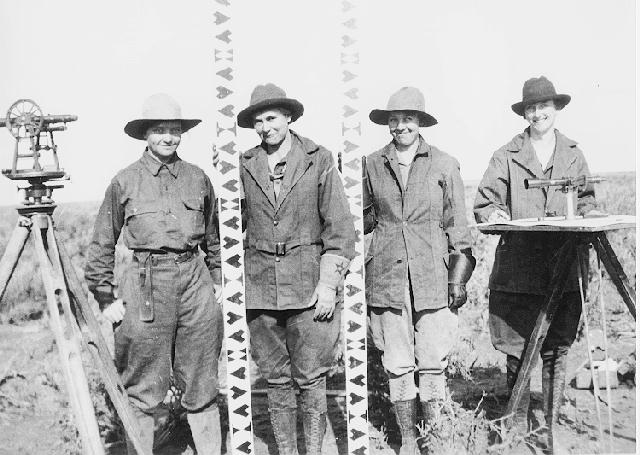
طاقم النساء في مشروع مينيدوكا في عام 1918

مشروع مينيدوكا عبارة عن سلسلة من الأشغال العامة من قبل مكتب الاستصلاح الأمريكي للتحكم في تدفق نهر سنيك في وايومنغ وإيداهو ، وتزويد مياه الري بالمزارع في ولاية أيداهو.
أحد أقدم مشاريع مكتب الاستصلاح في الولايات المتحدة ، يتضمن المشروع سلسلة من السدود والقنوات التي تهدف إلى تخزين وتنظيم وتوزيع مياه الأفعى ، مع توليد الطاقة الكهربائية .
يروي المشروع أكثر من مليون فدان (4000   كيلومتر مربع) من الأراضي القاحلة الأخرى ، وتنتج الكثير من محصول البطاطا في ولاية أيداهو. وتشمل المحاصيل الأخرى البرسيم والفواكه وبنجر السكر .
تقع منطقة الري الرئيسية بين أشتون في شرق ولاية أيداهو وبليس في الزاوية الجنوبية الغربية من الولاية. تقوم خمسة خزانات رئيسية بجمع المياه وتوزيعها عبر 1,600 ميل (2,600 كـم) من القنوات و 4,000 ميل (6,400 كـم) من قنوات التوزيع الجانبي.

## التاريخ

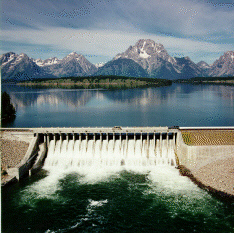
سد بحيرة جاكسون

بدأت الدراسات المبكرة للري في جنوب ولاية أيداهو في 1889-1890 من قبل هيئة المسح الجيولوجي الأمريكية . تم توفير البيانات التي تم تطويرها لخدمة الاستصلاح بعد تمرير قانون الاستصلاح 1902. تم إنشاء مشروع مينيدوكا في عام 1904 ، مع بدء بناء سد مينيدوكا في نفس العام. يمكن أن تتدفق المياه إلى الضفة الشمالية للثعبان عن طريق الجاذبية ، ولكن الضخ مطلوب للضفة الجنوبية. تم تصميم المشروع ليجمع بين التحكم في الفيضانات واحتجاز جريان الربيع لاستخدامه لاحقًا في موسم النمو. يتم تنظيم بحيرة جاكسون وخزان باليسادس للحفاظ على التدفق في هيسي ، ايداهو من تجاوز 20,000 قدم مكعب لكل ثانية (570 م3/ث) .
ساهم مشروع مينيدوكا في تسوية سهل نهر سنيك ووادي النهر ، وتحويل الأراضي شبه القاحلة إلى أراضي زراعية منتجة. ارتفع عدد السكان من بضعة آلاف من الأشخاص في عام 1915 إلى أكثر من 200.000 بحلول الثمانينيات.
خلال الثلاثينيات ، استخدم المشروع العمالة المقدمة من فيلق الحفظ المدني لبناء القنوات. في وقت لاحق ، خلال الحرب العالمية الثانية ، تم احتجاز 10000 متدرب أمريكي ياباني في ما يعرف الآن بموقع مينيدوكا التاريخي الوطني في مقاطعة جيروم ، أيداهو . عمل المتدربون على صيانة القناة وتوفير العمالة الزراعية. انخفض عدد السكان في مخيم مينيدوكا إلى 6500 في عام 1944 ، قبل إغلاقه نهائيًا. سكن معسكر CCC السابق BR-56 في بول بعض المعتقلين في عام 1943 ، بالإضافة إلى 148 محتجزًا آخرين تم نقلهم من معسكر مانزانار في كاليفورنيا. بعد إغلاق معسكر مينيدوكا ، استخدمت المرافق برنامج إعادة توطين المحاربين لإيواء قدامى المحاربين العائدين في الحرب العالمية الثانية.

## المرافق
تتكون سدود وخزانات المشروع من:

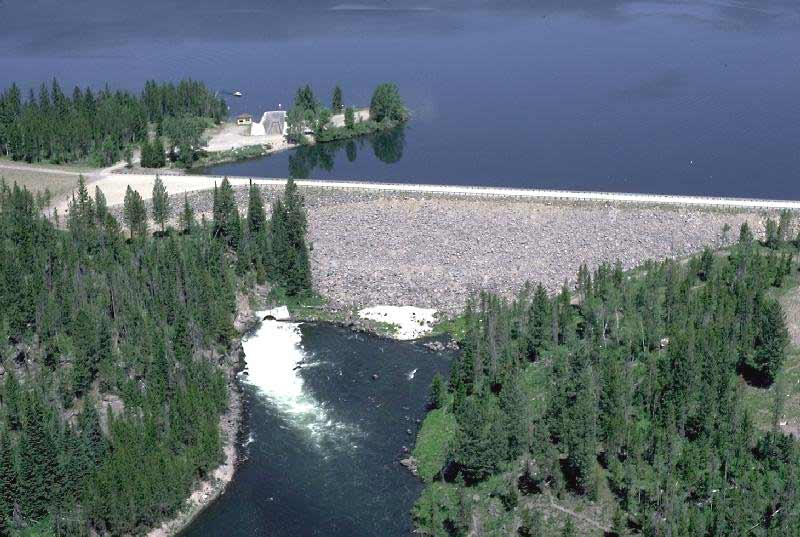
سد أيلاند بارك

- سد بحيرة جاكسون في منتزه جراند تيتون الوطني ، والذي يرفع ارتفاع بحيرة جاكسون الجليدية الطبيعية بمقدار 30 قدم (9.1 م) ، بسعة تخزين 847,000 قدم فدان (1.045 كـم3) .[1]
- تقع بحيرة غريسي دام في وايومنغ في غابة بريدجر تيتون الوطنية بين حديقة يلوستون الوطنية وحديقة غراند تيتون الوطنية ، المجاورة مباشرة للحدود الجنوبية من يلوستون. بني سد بحيرة جراسي بين عامي 1935 و 1939 ، 118 قدم (36 م) مرتفع بسعة 15,200 قدم فدان (0.0187 كـم3) على جراسي كريك. لم يكن تدفق جراسي كريك كافياً لإمداد الخزان بشكل موثوق ، لذلك تم تحويل المياه من كاسكيد كريك بمقدار 14 قدم (4.3 م) السد وقناة التحويل 0.7 ميل (1.1 كـم) طويلة.[2] تتم إدارة الأراضي المحيطة ببحيرة جراسي وخزانات آيلاند بارك من قبل خدمة الغابات الأمريكية .
- سد آيلاند بارك على هنري فورك من نهر الأفعى ، 38 ميل (61 كـم) شمال أشتون ، أيداهو. 91 قدم (28 م) تبلغ سعة السد 135,000 قدم فدان (0.167 كـم3) . تم بناؤه في نفس وقت سد بحيرة جراسي. جنبا إلى جنب مع خزان بحيرة عشبية وسد التحويل المتقاطع وقناة كروس كت ، يشكل قسم نهر الأفعى العلوي لمشروع مينيدوكا. تنقل القناة المياه من هنريز فورك إلى نهر تيتون .

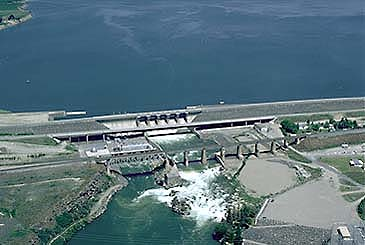
سد الشلالات الأمريكي

- خزان الشلالات الأمريكية على الفرع الرئيسي لنهر الأفعى ، هو أكبر خزان في مشروع مينيدوكا ، محاط بسد الشلالات الأمريكية . تم بناء السد الأصلي بين عامي 1925 و 1927 ، وتم استبداله بين 1976 و 1978. سعة الخزان 1,672,600 قدم فدان (2.0631 كـم3) . تطلب بناء السد والخزان نقل معظم مدينة شلالات أمريكا ، مع نقل العديد من الهياكل القائمة.[1][2]
- بحيرة والكوت ، المحاصرة بسد مينيدوكا على الأفعى. بدأ سد مينيدوكا في البناء عام 1904 لتوفير الري والطاقة. تبلغ مساحة البحيرة 210,200 قدم فدان (0.2593 كـم3) . كانت محطة الطاقة واحدة من الأولى التي تم تركيبها في مشروع مكتب الاستصلاح ، حيث توفر الطاقة بشكل أساسي لعمليات الضخ. يقع جزء كبير من بحيرة والكوت ضمن محمية مينيدوكا الوطنية للحياة البرية ، حيث يوفر موئلاً للطيور المائية. تم إدراج السد والمحطة في السجل الوطني للأماكن التاريخية .

يتم توصيل الخزانات الرئيسية الخمسة بشبكة من القنوات ومحطات الضخ لتنظيم وتوزيع المياه ، وتزويد أكثر من 1 مليون أكر (4,000 كـم2) .

## المشاريع المرتبطة

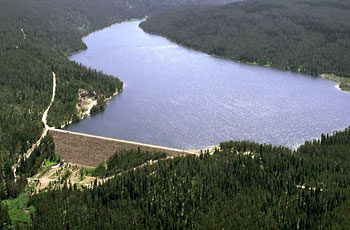
سد بحيرة عشبي وخزان

يتم تشغيل خزان Palisades على الأفعى في ايداهو ووايومنغ من قبل مكتب الاستصلاح ، لكنه ليس جزءًا من مشروع Minidoka. يتم تشغيل سد طمر الأرض بالتنسيق مع مشروع Minidoka و Michaud Flats ، 1,401,000 قدم فدان (1.728 كـم3) يعمل كمشروع Palisades المنفصل ، حيث يتم تخزين 1,401,000 قدم فدان (1.728 كـم3) وتوليد ما يصل إلى 176 ميغاوات من الطاقة. تم بناء Palisades في 1950s لمعالجة نقص المياه في المصب.
يخدم مشروع ميشاود فلاتس 11,240 أكر (4,550 ها) مع محطة ضخ على الضفة اليسرى لنهر سنيك ، أسفل سد الشلالات الأمريكي مباشرة ، و 25 بئراً.
يتألف مشروع حوض تيتون على نهر تيتون العلوي في شرق ولاية أيداهو من سد تيتون وخزان. فشل السد في 6 يونيو 1976 بامتلائ الخزان ب 288,250 قدم فدان (0.35555 كـم3) ، مما أدى إلى فيضانات واسعة النطاق في منطقة مشروع مينيدوكا. يخزن مشروع ريري في ويلو ما يصل إلى 100,500 قدم فدان (0.1240 كـم3) من المياه .

## روابط خارجية
- مشروع مينودوكا بمكتب الاستصلاح الأمريكي